# Brasilien i olympiska sommarspelen 1988
Brasilien deltog i de olympiska sommarspelen 1988 med en trupp bestående av tre deltagare, och totalt erövrade landet sex medaljer.

## Basket
Herrar
Gruppspel
| Nr | Lag       | S | V | O | F | GM  | IM  | MS   | P  |
| -- | --------- | - | - | - | - | --- | --- | ---- | -- |
| 1  | USA       | 5 | 5 | 0 | 0 | 485 | 302 | +183 | 10 |
| 2  | Spanien   | 5 | 4 | 0 | 1 | 484 | 435 | +49  | 9  |
| 3  | Brasilien | 5 | 3 | 0 | 2 | 590 | 522 | +68  | 8  |
| 4  | Kanada    | 5 | 2 | 0 | 3 | 479 | 455 | +24  | 7  |
| 5  | Kina      | 5 | 1 | 0 | 4 | 433 | 527 | −94  | 6  |
| 6  | Egypten   | 5 | 0 | 0 | 5 | 338 | 568 | −230 | 5  |

Slutspel
|  | Kvartsfinaler (26 september) | Kvartsfinaler (26 september) | Kvartsfinaler (26 september) |               |               | Semifinaler (28 september) | Semifinaler (28 september) | Semifinaler (28 september) |                           |                           | Final (30 september)      | Final (30 september)      | Final (30 september) |
|  |                              |                              |                              |               |               |                            |                            |                            |                           |                           |                           |                           |                      |
|  | A1                           | Jugoslavien                  | 95                           |               |               |                            |                            |                            |                           |                           |                           |                           |                      |
|  | B4                           | Kanada                       | 73                           |               |               |                            |                            |                            |                           |                           |                           |                           |                      |
|  | B4                           | Kanada                       | 73                           |               | A1            | Jugoslavien                | 91                         |                            |                           |                           |                           |                           |                      |
|  |                              |                              |                              |               | A1            | Jugoslavien                | 91                         |                            |                           |                           |                           |                           |                      |
|  |                              | A3                           | Australien                   | 70            |               |                            |                            |                            |                           |                           |                           |                           |                      |
|  | B2                           | A3                           | Australien                   | 70            | Spanien       | 74                         |                            |                            |                           |                           |                           |                           |                      |
|  | B2                           |                              |                              |               | Spanien       | 74                         |                            |                            |                           |                           |                           |                           |                      |
|  | A3                           | Australien                   | 77                           |               |               |                            |                            |                            |                           |                           |                           |                           |                      |
|  |                              |                              |                              |               |               |                            |                            |                            |                           |                           | A1                        | Jugoslavien               | 63                   |
|  |                              |                              | A2                           | Sovjetunionen | 76            |                            |                            |                            |                           |                           |                           |                           |                      |
|  | B1                           | USA                          | 94                           |               |               |                            |                            |                            |                           |                           |                           |                           |                      |
|  | A4                           | Puerto Rico                  | 57                           |               |               |                            |                            |                            |                           |                           |                           |                           |                      |
|  | A4                           | Puerto Rico                  | 57                           |               | B1            | USA                        | 76                         |                            | Bronsmatch (29 september) | Bronsmatch (29 september) | Bronsmatch (29 september) | Bronsmatch (29 september) |                      |
|  |                              |                              |                              |               | B1            | USA                        | 76                         |                            | Bronsmatch (29 september) | Bronsmatch (29 september) | Bronsmatch (29 september) | Bronsmatch (29 september) |                      |
|  |                              | A2                           | Sovjetunionen                | 82            |               |                            |                            |                            |                           |                           |                           |                           |                      |
|  | A2                           | A2                           | Sovjetunionen                | 82            | Sovjetunionen | 110                        |                            | A3                         | Australien                | 49                        |                           |                           |                      |
|  | A2                           |                              |                              |               | Sovjetunionen | 110                        |                            | A3                         | Australien                | 49                        |                           |                           |                      |
|  | B3                           | Brasilien                    | 105                          |               |               |                            |                            |                            |                           |                           | B1                        | USA                       | 78                   |

## Bågskytte
Herrarnas individuella
- Renato Emilio — Inledande omgång, 43:e plats
- Jorge Azevedo — Inledande omgång, 62:a plats

## Cykling
Landsväg
Herrarnas linjelopp
- Cassio Freitas — 20:e plats
- Wanderley Magalhães — 63:e plats
- Marcos Mazzaron — 66:e plats

Herrarnas lagtempolopp
- Wanderley Magalhães, César Daneliczen, Cassio Freitas och Marcos Mazzaron
  - Final — 18:e plats

Bana
Herrarnas tempolopp
- Clovis Anderson — 10:e plats

Herrarnas förföljelse
- Antônio Silvestre — 20:e plats

Herrarnas lagförföljelse
- Clovis Anderson, Paulo Jamur, Fernando Louro och Antônio Silvestre
  - Heats — 18:e plats

Herrarnas poänglopp
- Fernando Louro — 24:e plats

## Fotboll
Gruppspel
| Rank | Lag         | Spelade | Vinster | Oavgjorda | Förluster | Gjorda mål | Insläppta mål | Poäng |  | Brasilien | Australien | Jugoslavien | Nigeria |
| ---- | ----------- | ------- | ------- | --------- | --------- | ---------- | ------------- | ----- |  | --------- | ---------- | ----------- | ------- |
| 1.   | Brasilien   | 3       | 3       | 0         | 0         | 9          | 1             | 6     |  | X         | 3:0        | 2:1         | 4:0     |
| 2.   | Australien  | 3       | 2       | 0         | 1         | 2          | 3             | 4     |  | 0:3       | X          | 1:0         | 1:0     |
| 3.   | Jugoslavien | 3       | 1       | 0         | 2         | 4          | 4             | 2     |  | 1:2       | 0:1        | X           | 3:1     |
| 4.   | Nigeria     | 3       | 0       | 0         | 3         | 1          | 8             | 0     |  | 0:4       | 0:1        | 1:3         | X       |

Slutspel
|  | Kvartsfinal            | Kvartsfinal                 |                             |       | Semifinal            | Semifinal            |   |  | Final | Final |
|  |                        |                             |                             |       |                      |                      |   |  |       |       |
|  | September 25 - Daegu   |                             |                             |       |                      |                      |   |  |       |       |
|  |                        |                             |                             |       |                      |                      |   |  |       |       |
|  | Sverige                | 1                           |                             |       |                      |                      |   |  |       |       |
|  | Sverige                | 1                           | September 27 - Busan        |       |                      |                      |   |  |       |       |
|  | Italien (förlängning)  | 2                           |                             |       |                      |                      |   |  |       |       |
|  | Italien (förlängning)  | 2                           | Italien                     | 2     |                      |                      |   |  |       |       |
|  | September 25 - Busan   |                             | Italien                     | 2     |                      |                      |   |  |       |       |
|  |                        | Sovjetunionen (förlängning) | 3                           |       |                      |                      |   |  |       |       |
|  | Sovjetunionen          | Sovjetunionen (förlängning) | 3                           | 3     |                      |                      |   |  |       |       |
|  | Sovjetunionen          |                             | October 1 - Seoul           | 3     |                      |                      |   |  |       |       |
|  | Australien             | 0                           |                             |       |                      |                      |   |  |       |       |
|  | Australien             | 0                           | Sovjetunionen (förlängning) | 2     |                      |                      |   |  |       |       |
|  | September 25 - Gwangju |                             | Sovjetunionen (förlängning) | 2     |                      |                      |   |  |       |       |
|  |                        | Brasilien                   | 1                           |       |                      |                      |   |  |       |       |
|  | Zambia                 | Brasilien                   | 1                           | 0     |                      |                      |   |  |       |       |
|  | Zambia                 | September 27 - Seoul        |                             | 0     |                      |                      |   |  |       |       |
|  | Västtyskland           | 4                           |                             |       |                      |                      |   |  |       |       |
|  | Västtyskland           | 4                           | Västtyskland                | 1 (2) | Bronsmatch           | Bronsmatch           |   |  |       |       |
|  | September 25 - Seoul   |                             | Västtyskland                | 1 (2) | Bronsmatch           | Bronsmatch           |   |  |       |       |
|  |                        | Brasilien                   | 1 (3)                       |       | September 30 - Seoul | September 30 - Seoul |   |  |       |       |
|  | Brasilien              | Brasilien                   | 1 (3)                       | 1     | September 30 - Seoul | September 30 - Seoul |   |  |       |       |
|  | Brasilien              |                             |                             |       |                      | Italien              | 0 |  |       |       |
|  | Argentina              | 0                           |                             |       |                      | Italien              | 0 |  |       |       |
|  | Argentina              | 0                           | Västtyskland                | 3     |                      |                      |   |  |       |       |
|  |                        |                             | Västtyskland                | 3     |                      |                      |   |  |       |       |

## Friidrott
Herrarnas maraton
- Diamantino Santos
  - Final — 2:25:13 (→ 48:e plats)
- Ivo Rodrigues
  - Final — 2:26:27 (→ 56:e plats)

Herrarnas 3 000 meter hinder
- Adauto Domingues
  - Heat — 8:32,77
  - Semifinal — 8:35,05 (→ gick inte vidare)

Herrarnas 20 kilometer gång
- Marcelo Palma

Damernas 4 x 400 meter stafett
- Tania Miranda, Suzete Montalvao, Soraya Telles och Maria Figueiredo
  - Heat — 3:36,81 (→ gick inte vidare)

Damernas maraton
- Angélica de Almeida
  - Final — 2:43:40 (→ 44:e plats)

Damernas sjukamp
- Conceição Geremias
  - Resultat — 5508 poäng (→ 22:a plats)

## Fäktning
Herrarnas florett
- Antônio Machado
- Roberto Lazzarini
- Douglas Fonseca

Herrarnas värja
- Antônio Machado
- Douglas Fonseca
- Roberto Lazzarini

Herrarnas värja, lag
- Régis Avila, Douglas Fonseca, Roberto Lazzarini, Antônio Machado

Herrarnas sabel
- Régis Avila

## Tennis
Herrsingel
- Luiz Mattar
  - Omgång 1 — Förlorade mot Wally Masur från Australien (4-6, 4-6, 6-4, 7-6, 4-6)

Herrdubbel
- Luiz Mattar och Ricardo Acioly
  - Åttondelsfinal — Besegrade Shuzo Matsuoka och Toshihisa Tsuchihashi från Japan (4-6, 6-4, 6-2, 6-2)
  - Kvartsfinal — Förlorade mot Guy Forget och Henri Leconte från Frankrike (6-4, 5-7, 4-6, 1-6)

Damsingel
- Gisele Miró
  - Omgång 1 — Besegrade Helen Kelesi från Kanada (7-5, 7-5)
  - Åttondelsfinal  — Förlorade mot Katerina Maleeva från Bulgarien (5-7, 1-6)